# Deforestazione in Cambogia

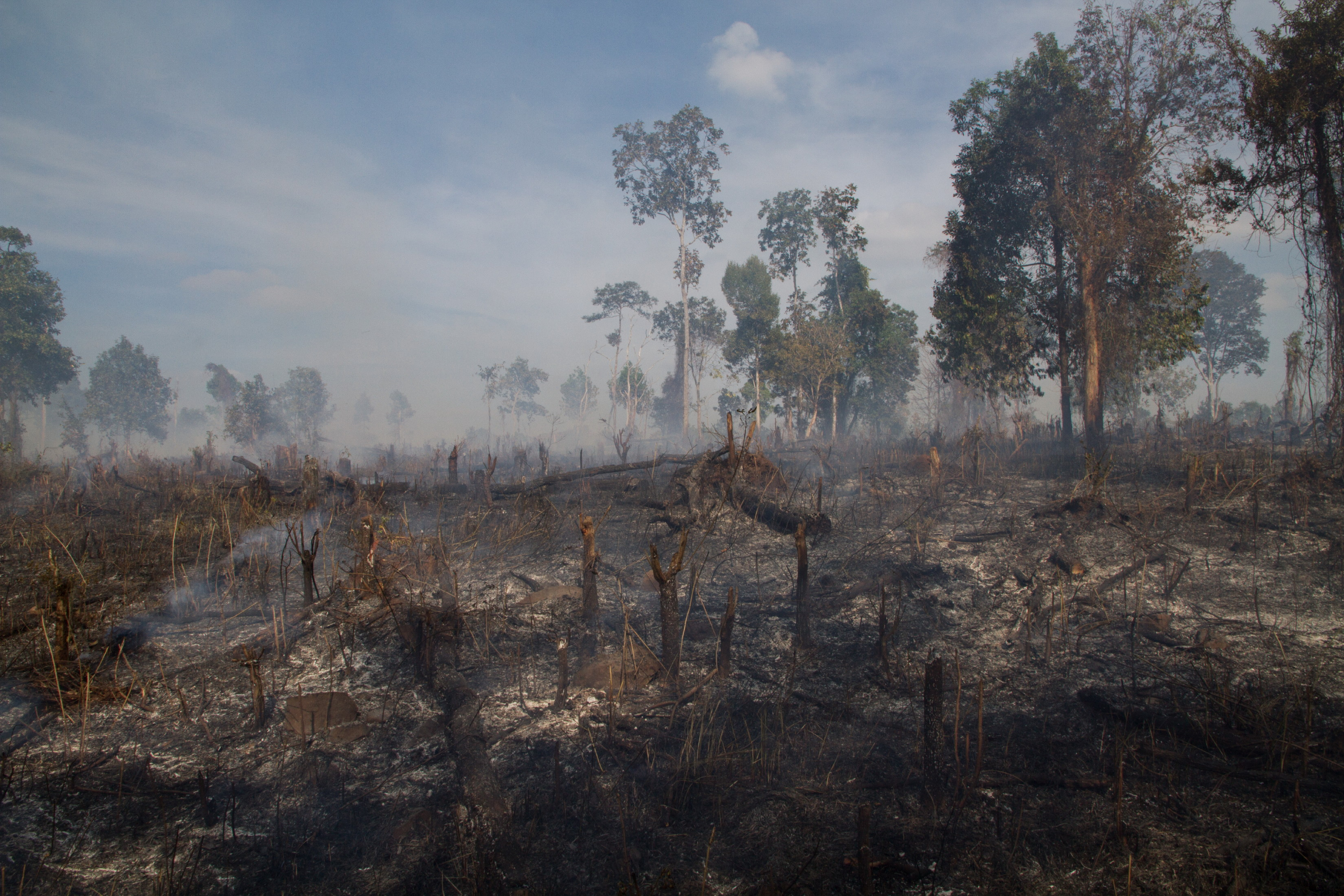
Deforestazione illegale nei pressi di Saen Monourom nella Provincia di Mondulkiri

La deforestazione in Cambogia è il fenomeno di deforestazione che risulta in aumento negli ultimi anni nello stato della Cambogia. La Cambogia è una delle nazioni con più area forestale al mondo, e che storicamente non è stata colpita significativamente dalla deforestazione.
Il paese ha ad oggi (2019) uno dei più alti tassi di deforestazione al mondo.
La deforestazione è il risultato diretto di disboscamento commerciale mal gestito, raccolta di legna da ardere, per l'ottenimento di terreno ad uso agricolo e per lo sviluppo urbano e infrastrutturale.
Pressioni indirette invece comprendono la rapida crescita della popolazione, disuguaglianze nel possesso della terra, mancanza di tecnologia agricola, opportunità di occupazione limitate..
Il governo cambogiano ha giocato un ruolo importante nel riconfigurare l'uso delle foreste. Una grande area della Cambogia è stata pensata come aree protette e corridoi di biodiversità, oltre il 28% (più di 7 milioni di ettari) dei terreni salvo che molte di queste aree son state successivamente annullate da concessioni vendute ad aziende statali o straniere per le piantagioni agroindustriali e gli sviluppi minerari, anche in Parchi nazionali.

## Estensione della deforestazione
La distribuzione delle foreste varia molto in Cambogia. Dal 2016 l'area collinare nord-occidentale e la regione sud-orientale hanno un alto tasso di copertura forestale. Tra le 25 province, 7 hanno una copertura forestale di oltre il 60% con il risultato che il futuro della sostenibilità delle riserve forestali cambogiane è sotto grave minaccia.
Se il governo cambogiano non sceglierà di passare ad una gestione forestale sostenibile, il valore delle foreste cambogiane declinerà
| Provincia                | Tipo di foresta     | Tipo di foresta          | Tipo di foresta | Tipo di foresta | Tipo di foresta | Totale non forestalee (ha) | Totale (ha) |
| ------------------------ | ------------------- | ------------------------ | --------------- | --------------- | --------------- | -------------------------- | ----------- |
| Provincia                | Foresta sempreverde | Foresta semi-sempreverde | Foresta decidua | Altre foreste   | Totale (ha)     | Totale non forestalee (ha) | Totale (ha) |
| Banteay Meanchey         | 1,460               | 2,860                    | 9,437           | 8,051           | 21,808          | 593,011                    | 614,819     |
| Battambang               | 59,483              | 16,382                   | 20,075          | 171,573         | 267,513         | 919,697                    | 1,187,210   |
| Kampong Cham             | 658                 | 59                       | 641             | 50,923          | 52,281          | 402,893                    | 455,174     |
| Kampong Chhang           | 17,319              | 5,414                    | 71,913          | 47,018          | 141,664         | 387,797                    | 529,461     |
| Kampong Speu             | 64,587              | 21,677                   | 130,065         | 19,178          | 235,507         | 460,964                    | 696,471     |
| Kampong Thom             | 194,251             | 14,850                   | 45,948          | 224,640         | 479,689         | 765,074                    | 1,244,763   |
| Kampot                   | 125,764             | 3,924                    | 27,758          | 4,970           | 162,416         | 309,399                    | 471,815     |
| Kandal                   | 0                   | 0                        | 99              | 14,644          | 14,743          | 341,630                    | 356,373     |
| Kep                      | 1,806               | 9                        | 0               | 1,201           | 3,016           | 12,157                     | 15,173      |
| Koh Kong                 | 839,938             | 11,632                   | 24,404          | 95,247          | 971,221         | 240,374                    | 1,211,595   |
| Kratie                   | 100,239             | 95,364                   | 403,055         | 136,410         | 735,068         | 462,237                    | 1,197,305   |
| Mondul Kiri              | 131,439             | 212,341                  | 803,665         | 67,975          | 1,215,420       | 151,472                    | 1,366,892   |
| Oddar Meanchey           | 50,051              | 18,639                   | 104,912         | 16,361          | 189,963         | 473,202                    | 663,165     |
| Pailin                   | 29,877              | 1,454                    | 503             | 510             | 32,344          | 75,367                     | 107,711     |
| Phnom Penh               | 0                   | 0                        | 0               | 0               | 0               | 37,374                     | 37,374      |
| Preah Sihanouk           | 48,901              | 2,579                    | 2               | 29,432          | 80,914          | 68,291                     | 149,205     |
| Preah Vihear             | 211,737             | 141,836                  | 698,880         | 42,019          | 1,094,472       | 308,615                    | 1,403,087   |
| Prey Veng                | 19                  | 0                        | 92              | 1,613           | 1,724           | 474,436                    | 476,160     |
| Pursat                   | 440,528             | 73,157                   | 138,309         | 75,625          | 727,619         | 430,972                    | 1,158,591   |
| Ratanak Kiri             | 234,776             | 173,824                  | 334,555         | 150,763         | 893,918         | 284,542                    | 1,178,460   |
| Siemreap                 | 44,662              | 23,018                   | 117,679         | 134,358         | 319,717         | 734,732                    | 1,054,449   |
| Stung Treng              | 261,240             | 252,779                  | 395,117         | 62,181          | 971,317         | 230,344                    | 1,201,661   |
| Svay Rieng               | 28                  | 0                        | 0               | 5,189           | 5,217           | 281,608                    | 286,825     |
| Takeo                    | 1,916               | 0                        | 9,115           | 2,584           | 13,615          | 335,428                    | 349,043     |
| Thbang Khmom             | 554                 | 149                      | 125             | 108,844         | 109,672         | 383,450                    | 493,122     |
| Tonle Sap (No provincia) | 0                   | 0                        | 0               | 1,563           | 1,563           | 253,207                    | 254770      |
| Area totale (ha)         | 2,861,233           | 1,071,947                | 3,336,349       | 1,472,872       | 8,742,401       | 9,418,273                  | 18,160,674  |
| Percentuale (%)          | 15.76               | 5.90                     | 18.37           | 8.11            | 48.14           | 51.86                      | 100.00      |